# (7587) Weckmann
(7587) Weckmann (1992 CF3) – planetoida z grupy pasa głównego asteroid okrążająca Słońce w ciągu 3,39 lat w średniej odległości 2,26 j.a. Odkryta 2 lutego 1992 roku.